# Procatopus
Genre
Procatopus est un genre de poissons ovovivipares d'eau douce appartenant à l'ordre des Cyprinodontiformes.

## Distribution
- Afrique tropicale de l'Ouest[1].
  - Afrique de l'Ouest[1].
  - Afrique centrale[1]?

## Identification rapide
Clé des espèces de Procatopus Afrique de l'Ouest
- Bord de la nageoire anale droite, profondeur de corps 25 % de SL ; ventrale ailettes ne sont pas insérés très proche de nageoires pectorales
- Procatopus aberrans
  - Anale convexe; profondeur de corps 30 % de SL ou supérieur; ventrale ailettes insérées très proche de nageoires pectorales[2].

La clé des Procatopodinae Afrique de l'Ouest
- Nageoires ventrales insérées juste derrière les nageoires pectorales
- Nageoires ventrales insérées au milieu de la distance de la nageoire pectorale-ventral
- Supra-orbitaire système canal tubulaire neuromastes avec pores, neuromastes canal intérieur, pas visibles
- Système supra-orbitaire neuromastes à gorges ouvertes, neuromastes visible
- Profondeur du corps dépasse nettement la largeur du corps, comprimé latéralement;. nageoire dorsale insérée dessus de la nageoire anale mi- Rhexipanchax
- Profondeur du corps ne dépassant guère largeur du corps, ou le corps aussi large que haut; nageoire dorsale insérée derrière la nageoire mi-anal[2]

## Liste des espèces
Selon FishBase:
- Procatopus aberrans (es) Ahl, 1927
- Procatopus nototaenia (es) Boulenger, 1904
- Procatopus similis (es) Ahl, 1927
- Procatopus websteri (es) Huber, 2007